# I Was Born to Fall in Love
I Was Born to Fall in Love è un brano musicale di Masami Okui, scritto da Arimori Satomi e Nakasaki Hideya, e pubblicato come singolo il 21 gennaio 1994 dalla Starchild. Il singolo è arrivato alla novantaduesima posizione nella classifica settimanale Oricon dei singoli più venduti, vendendo 3 280 copie. I Was Born to Fall in Love è stato utilizzato come sigla di apertura dell'anime Compiler, mentre il lato B Full Up Mind è stato utilizzato come sigla di chiusura.

## Tracce
CD singolo KIDA-71
1. I WAS BORN TO FALL IN LOVE - 4:32
2. FULL UP MIND - 3:59
3. I WAS BORN TO FALL IN LOVE (off vocal version) - 4:32
4. FULL UP MIND (off vocal version) - 3:59

## Classifiche
| Classifica (1995)                        | Posizione più alta |
| ---------------------------------------- | ------------------ |
| Giappone (Classifica settimanale Oricon) | 92                 |